# سیارک ۲۱۱
سیارک ۲۱۱ (به انگلیسی: 211 Isolda) دویست و یازدهمین سیارک کشف شده‌است که در ۱۰ دسامبر ۱۸۷۹ کشف شد.
قدر مطلق سیارک برابر ۷٫۸۹ است.